# Troubles militaires guinéens de 2008
 (décembre 2023).
La mise en forme du texte ne suit pas les recommandations de Wikipédia : il faut le « wikifier ».
Les points d'amélioration suivants sont les cas les plus fréquents. Le détail des points à revoir est peut-être précisé sur la page de discussion.
- Les titres sont pré-formatés par le logiciel. Ils ne sont ni en capitales, ni en gras.
- Le texte ne doit pas être écrit en capitales (les noms de famille non plus), ni en gras, ni en italique, ni en « petit »…
- Le gras n'est utilisé que pour surligner le titre de l'article dans l'introduction, une seule fois.
- L'italique est rarement utilisé : mots en langue étrangère, titres d'œuvres, noms de bateaux, etc.
- Les citations ne sont pas en italique mais en corps de texte normal. Elles sont entourées par des guillemets français : « et ».
- Les listes à puces sont à éviter, des paragraphes rédigés étant largement préférés. Les tableaux sont à réserver à la présentation de données structurées (résultats, etc.).
- Les appels de note de bas de page (petits chiffres en exposant, introduits par l'outil «  Source ») sont à placer entre la fin de phrase et le point final[comme ça].
- Les liens internes (vers d'autres articles de Wikipédia) sont à choisir avec parcimonie. Créez des liens vers des articles approfondissant le sujet. Les termes génériques sans rapport avec le sujet sont à éviter, ainsi que les répétitions de liens vers un même terme.
- Les liens externes sont à placer uniquement dans une section « Liens externes », à la fin de l'article. Ces liens sont à choisir avec parcimonie suivant les règles définies. Si un lien sert de source à l'article, son insertion dans le texte est à faire par les notes de bas de page.
- La présentation des références doit suivre les conventions bibliographiques. Il est recommandé d'utiliser les modèles {{Ouvrage}}, {{Chapitre}}, {{Article}}, {{Lien web}} et/ou {{Bibliographie}}. Le mode d'édition visuel peut mettre en forme automatiquement les références.
- Insérer une infobox (cadre d'informations à droite) n'est pas obligatoire pour parachever la mise en page.

Pour une aide détaillée, merci de consulter Aide:Wikification.
Si vous pensez que ces points ont été résolus, vous pouvez retirer ce bandeau et améliorer la mise en forme d'un autre article.
 (décembre 2023).
Des troubles militaires ont eu lieu en république de Guinée fin mai 2008, lorsque des soldats de l'armée guinéenne ont exigé le paiement d'arriérés de salaires. Dans la capitale Conakry, des militaires ont tiré en l'air, ont retenu prisonnier le chef d'état-major adjoint de l'armée et se sont livrés à des pillages. Le gouvernement a promis de payer les soldats et à la fin du mois de mai, la situation était apparemment calme.

## Déroulement des faits
Le 20 mai 2008, le président Lansana Conté a limogé le premier ministre Lansana Kouyaté et l'a remplacé par Ahmed Tidiane Souaré. Les soldats mécontents de ne pas avoir perçu leurs arriérés de salaires, qui remontaient dans certains cas à 1996, étaient mécontents du licenciement de Kouyaté, estimant que sans Kouyaté, ils n'avaient personne à qui adresser leurs doléances.
Les troubles ont commencé par des coups de feu à la caserne Alfa Yaya Diallo à Conakry tôt le 26 mai. Au cours de ces troubles, les soldats ont tiré en l'air et ont exigé le paiement de leurs arriérés de salaires ; Le général Mamadou Sampil, chef d'état-major adjoint de l'armée a été fait prisonnier par les militaires à la caserne Alfa Yaya Diallo alors qu'il allait leur parler. Huit personnes auraient été blessées et une aurait été tuée le 26 mai,. Parmi les blessés figuraient le major Korka Diallo, l'officier chargé des finances militaires, et deux autres officiers ; ces trois officiers ont été transportés par avion au Maroc pour y recevoir des soins médicaux.
En réponse aux troubles, le gouvernement de Souaré a promis de payer les soldats et le ministre de la défense, Mamadou Bailo Diallo a été limogé par Conté. S'exprimant à la télévision le 27 mai, Souaré a appelé au calme notant que le gouvernement avait accepté de répondre à la plupart des demandes des soldats. Il a précisé que jusqu'à cinq millions de francs guinéens seraient versés à chaque soldat pour compenser les arriérés de salaires,; en outre, il a assuré aux soldats qu'ils ne seraient pas punis et a déclaré que les soldats qui avaient été arrêtés dans le cadre des troubles de 2007 seraient libérés. Concernant la demande des soldats de subventionner le prix du riz, il a déclaré que le gouvernement s'efforcerait d'améliorer les conditions de vie de l'armée,. Souaré a également indiqué qu'une commission, composée à la fois de civils et de militaires, avait été mise en place au début de la crise pour examiner les revendications des militaires. Il a déclaré que "la stabilité et la paix sociale dans le pays dépendent principalement de l'ordre et de la discipline au sein de nos forces armées nationales".
Malgré les assurances de Souaré, la violence s'est intensifiée le 28 mai, les soldats se livrant à des pillages à Conakry et continuant de tirer en l'air ; au moins 20 blessés ont été signalés. Tard le 28 mai, ils sont entrés dans l'aéroport de Conakry, tirant en l'air et forçant un avion militaire américain récemment arrivé à décoller sans décharger sa cargaison destinée à l'ambassade américaine. En raison des perturbations, l'aéroport a été fermé et les vols entrants ont été détournés ; parmi eux se trouvait un vol d'Air France transportant l'équipe nationale de football de Guinée. Au lieu de cela, le vol a atterri à Dakar.
Le 29 mai, il a été rapporté que les soldats avaient augmenté leurs revendications pour inclure le licenciement de tous les officiers au-dessus du grade de colonel; Le même jour, lors d'un échange de coups de feu entre gardes présidentiels et militaires mutins au pont du 8 novembre, deux gardes présidentiels auraient été blessés. La maison du ministre de la Défense démis de ses fonctions, Mamadou Bailo Diallo, à Dubreka, près de Conakry, aurait été détruite ; en outre, le domicile de Mougne Donzo, commandant du bataillon de sécurité présidentielle, dans le district de Koloma, aurait été saccagé.
Tôt le 30 mai, des partisans de Conté ont manifesté au Palais du Peuple à Conakry, condamnant les troubles. Les soldats ont commencé à recevoir leurs arriérés de solde le 30 mai avec la distribution d'un premier versement d'un million de francs guinéens,. Par la suite, Conakry a été signalée calme,, mais le 30 mai, la plupart des marchés, magasins, bureaux et stations-service sont restés fermés. Le même jour, Conté a rencontré les militaires mutins au camp de Samory Touré.
Le Conseil national des organisations de la société civile guinéenne (CNOSCG) a condamné les violences contre les civils et a appelé à l'arrêt inconditionnel des tirs dans un communiqué du 31 mai La vie à Conakry est revenue à la normale le 1er juin avec la réouverture des stations-service, la baisse substantielle des prix du gaz sur le marché noir, le retour des tarifs de transport à leur niveau normal et la reprise normale de la circulation dans la ville. Le calme a également été signalé à Kindia et à Nzérékoré.
Conté a de nouveau rencontré les chefs des militaires mutinés le 1er juin au camp de Samory Touré ; il leur aurait demandé de regagner leur caserne pendant qu'il examinait leurs revendications. Ils auraient abandonné leur demande de licenciement des officiers les plus haut placés, ce qui était leur revendication la plus radicale.
Le 16 juin, les policiers ont entamé une grève pour exiger le paiement de leurs propres arriérés de salaires ; ils voulaient également des salaires plus élevés et une subvention plus importante pour le riz, et pour faire valoir leurs revendications, ils ont tiré en l'air et ont pris en otage certains officiers supérieurs, bien que les otages aient été rapidement libérés. Certains ont suggéré que la police, ayant été témoin du succès des soldats dans le recouvrement de leurs arriérés de salaires, était donc encouragée à suivre une voie similaire.
Les militaires de la base Alpha Yaya Diallo ont répondu à la frappe policière en attaquant la base de la Brigade anti-émeute (CMIS) à Conakry tôt le 17 juin, la saccageant et la pillant,. Lors d'échanges de coups de feu entre militaires et policiers à cette occasion, deux policiers, et un civil auraient été tués.

## Voir également
- Coup d'État guinéen de 2008